# Białaczów
Białaczów é um município no centro da Polônia. Pertence à voivodia de Łódź, no condado de Opoczno. É a sede da comuna urbano-rural de Białaczów e da paróquia católica romana de São João Batista. Perto do município está a Reserva Florestal de Białaczów.
Estende-se por uma área de 21,9 km², com 1 068 habitantes, segundo o censo de 31 de dezembro de 2021, com uma densidade populacional de 48,8 hab./km².
Ele obteve o foral de cidade em 1456, foi rebaixado por volta de 1674 e recebeu o foral novamente em 1787. Era uma cidade privada da Polônia do Congresso, localizada em 1827 no condado de Konecki, no distrito de Opoczno da voivodia de Sandomierz. Foi novamente privada de seus direitos municipais em 13 de janeiro de 1870 e incorporada à comuna de Białaczów, no condado de Opoczno. De 1867 a 1954, foi a sede da comuna rural de Białaczów, de 1954 a 1972 da gromada de Białaczów, e, a partir de 1973, da comuna reativada de Białaczów. De 1975 a 1998, pertenceu administrativamente à voivodia de Piotrków. Em 1 de janeiro de 2024, recuperou a condição de cidade.

## Divisão administrativa
| Nome        | Tipo            |
| ----------- | --------------- |
| Kowalów     | parte da cidade |
| Stanisławów | parte da cidade |
| Wygnanów    | parte da cidade |

## História
No século XIII, a vila pertencia às famílias Odrowąż e Białaczowski, no século XVIII (a partir de 1727, aproximadamente) e no século XIX à família Małachowski.
Em 1827, 81 casas e 651 habitantes foram listados em Białaczów. Em 1858, Białaczów tinha 77 casas e 900 habitantes. Em 1880, já havia 94 casas e 1 180 habitantes. A mansão de Białaczów tinha uma área de 2 590 morgos, das quais 924 morgos pertenciam ao assentamento e aos proprietários de terras. A paróquia de Białaczów, na forania de Opoczno, tinha 3 981 almas.
Stanisław Małachowski concedeu liberdade pessoal à população rural, construiu fábricas em Petrykozy, Ruda e Parczów, um palácio e uma prefeitura para as autoridades municipais. A mudança de propriedade da propriedade de Białaczów ocorreu em 1888, quando Ludwik Broel-Plater a herdou; seu filho Zygmunt construiu uma fábrica de tijolos e uma serraria em Petrykozy. Após a Primeira Guerra Mundial, as servidões foram resolvidas e o parcelamento das propriedades em Parczów, Petrykozy e Żelazowice foi realizado. Em 1945, as propriedades de Białaczów foram assumidas em benefício do Tesouro do Estado com base no decreto do Comitê Polonês de Libertação Nacional de 6 de setembro de 1944. A família Plater foi forçada a deixar sua sede.
Białaczów recebeu os direitos de cidade em 1456, que foram confirmados em 1787. A partir de 1795, a cidade fazia parte da divisão austríaca, depois, a partir de 1809, passou a fazer parte do Ducado de Varsóvia e, a partir de 1815, passou a fazer parte da Polônia do Congresso. Em 1787, o então proprietário da cidade, Stanisław Małachowski, concedeu-lhe um brasão de armas representando as iniciais maiúsculas entrelaçadas “S” e “M” em ouro em um escudo azul.
Em 1870, a cidade perdeu seus direitos municipais.
Em 14 de julho de 2011, Białaczów foi afetada por uma tempestade acompanhada de ventos fortes. Cerca de 260 edifícios na aldeia foram danificados ou destruídos.

## Monumentos históricos
- Igreja paroquial de São João Batista, construída inicialmente no século XIII, reconstruída após o incêndio do ano de 1511, ampliada entre 1694 e 1696 e reconstruída em 1870 e 1932[19]
- Prefeitura classicista de 1797
- Complexo palaciano classicista construído entre 1797 e 1800 por Stanisław Małachowski. Consiste em um edifício principal, galerias de um quarto de círculo conectadas a ele, um anexo, dois pavilhões e um parque. No parque, ruínas pseudo-medievais e um orangerie projetado por François Maria Lanci. Há muitos exemplares interessantes de árvores no parque, incluindo tulipas. O prédio agora é a sede de uma casa de repouso local. Na década de 1980, os edifícios do palácio passaram por uma reforma completa (graças à diretora da época, Waleria Barbara Budzyńska) e recuperaram seu antigo esplendor[20]
- Edifícios agrícolas e destilaria da virada dos séculos XVIII e XIX
- Pousada do início do século XIX
- Casas na praça principal da virada dos séculos XVIII e XIX

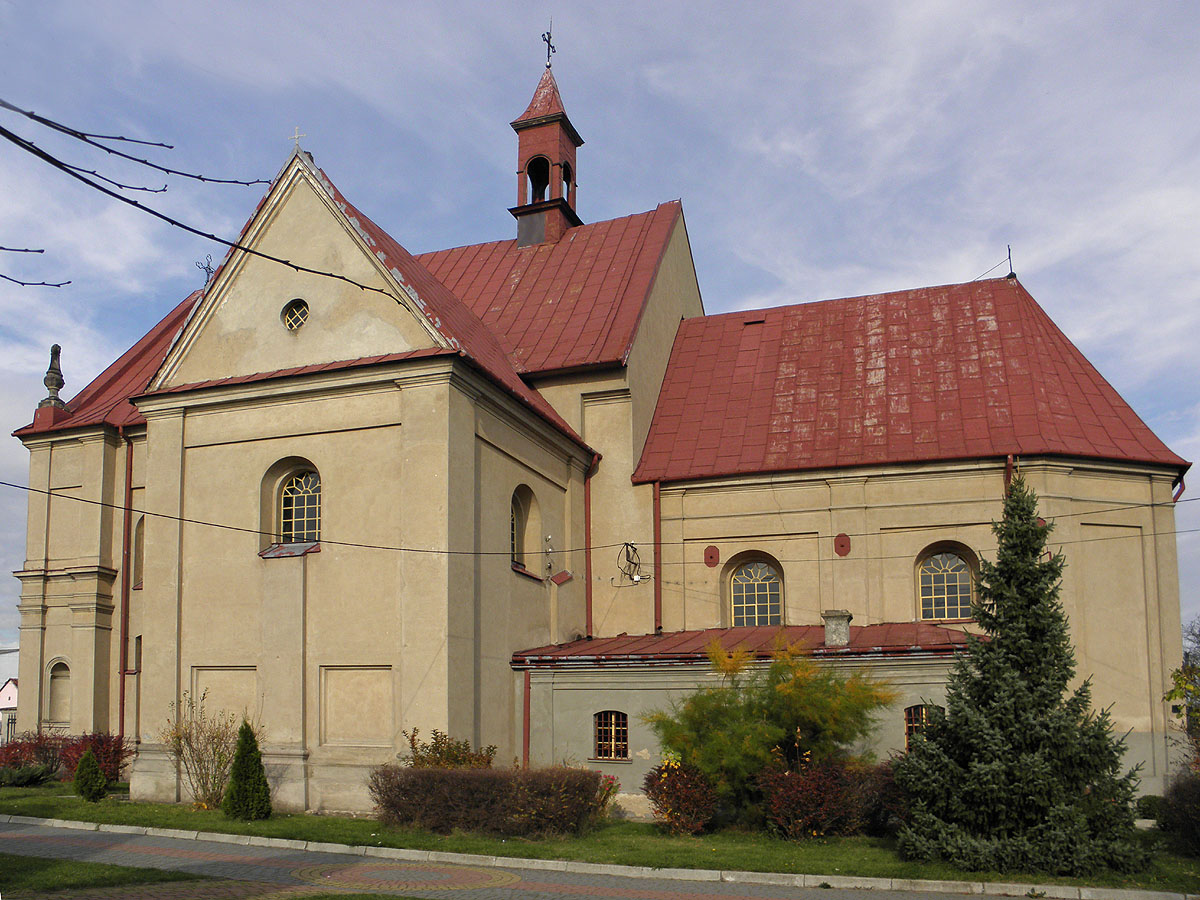
Igreja de São João Batista
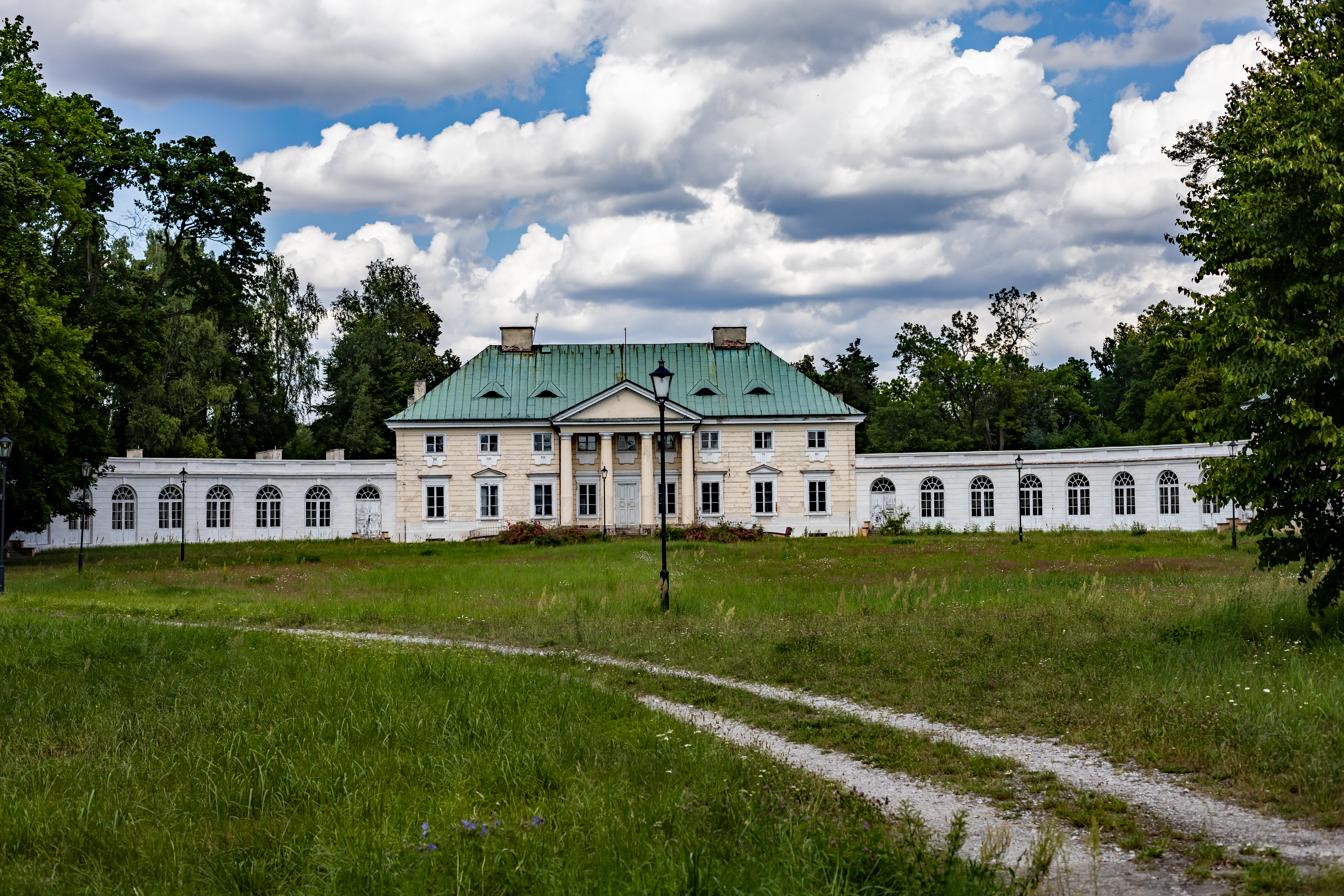
Palácio (com galerias)
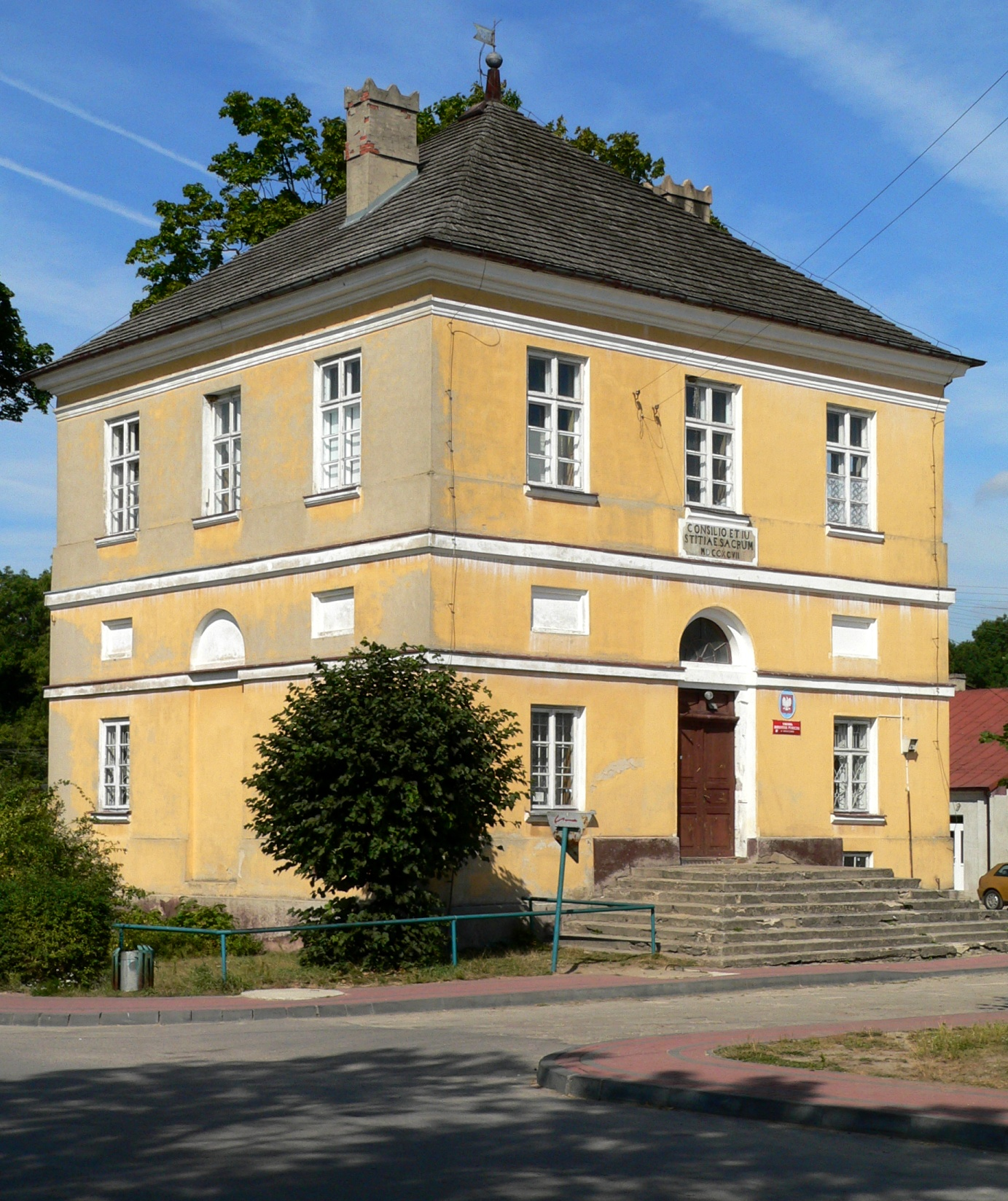
Prefeitura
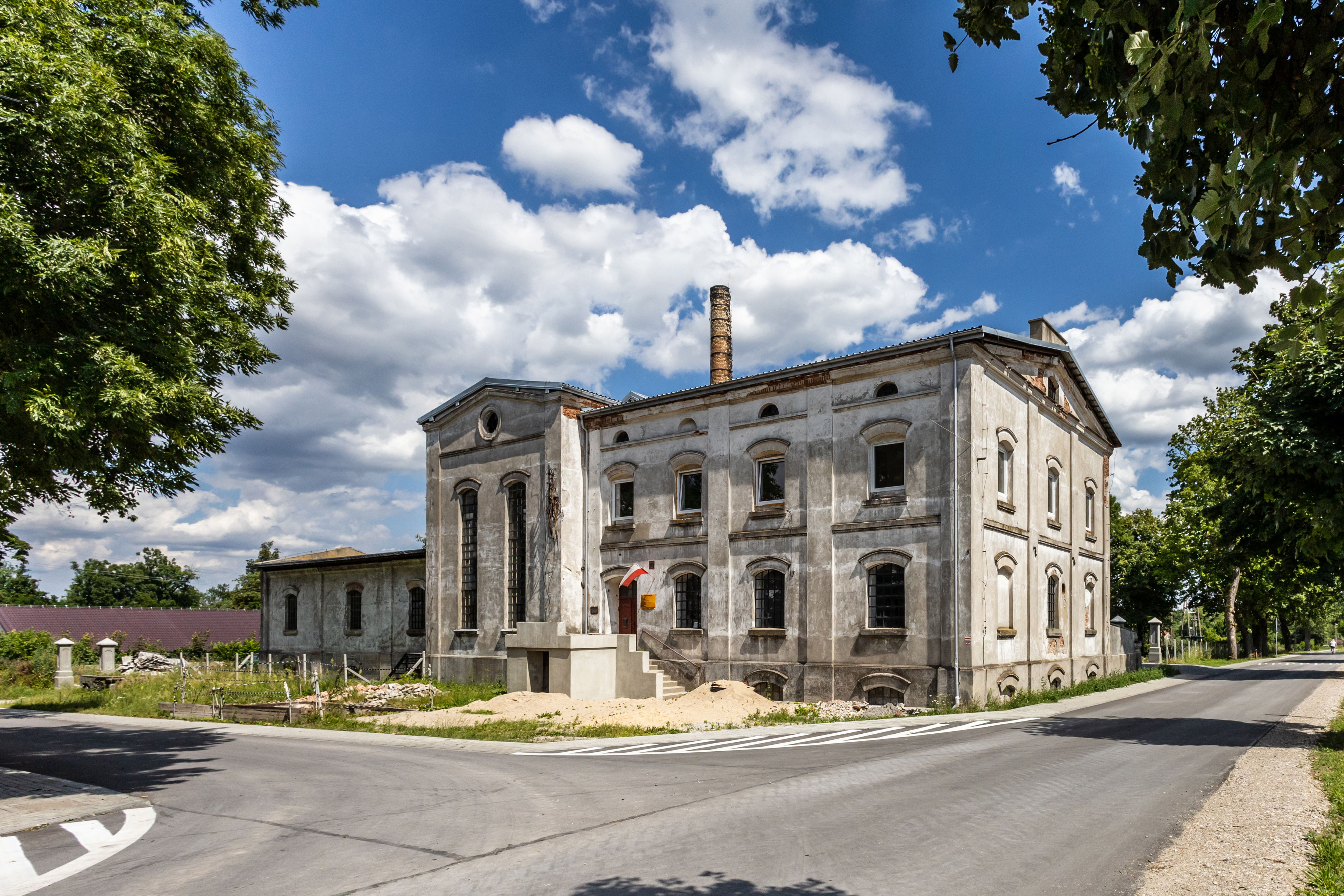
Destilaria
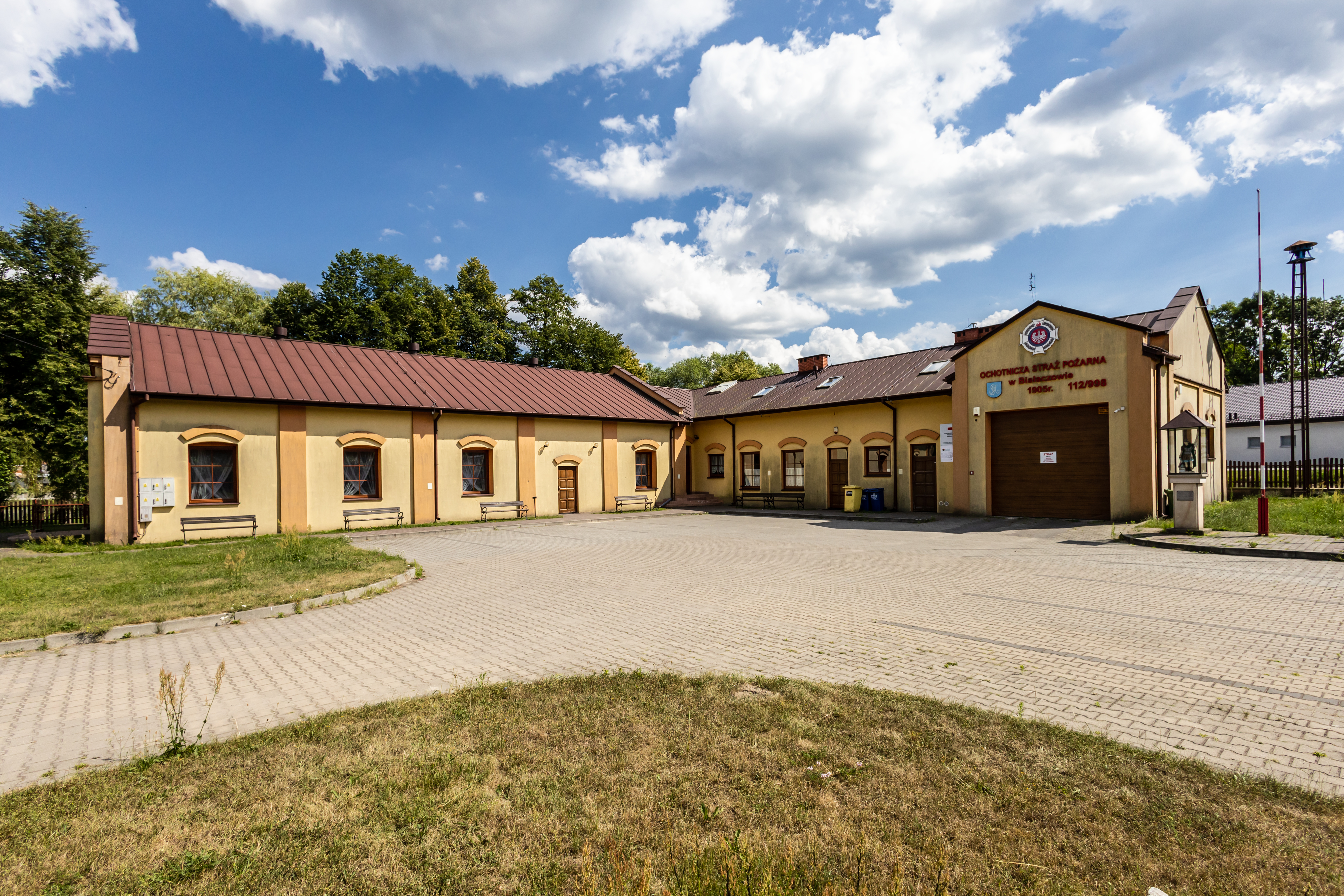
Corpo de bombeiros